# Лаутер (Горња Франконија)
Лаутер (њем. Lauter) град је у њемачкој савезној држави Баварска. Једно је од 36 општинских средишта округа Бамберг. Према процјени из 2010. у граду је живјело 1.134 становника. Посједује регионалну шифру (AGS) 9471152.

## Географски и демографски подаци
Лаутер се налази у савезној држави Баварска у округу Бамберг. Град се налази на надморској висини од 269 метара. Површина општине износи 12,4 km². У самом граду је, према процјени из 2010. године, живјело 1.134 становника. Просјечна густина становништва износи 91 становника/km².